# Білогор'є
Білого́р'є (рос. Белогорье) — присілок у складі Ханти-Мансійського району Ханти-Мансійського автономного округу Тюменської області, Росія. Входить до складу Луговського сільського поселення.
Населення — 337 осіб (2010, 289 у 2002).
Національний склад станом на 2002 рік: росіяни — 69 %.